# Nana (Călărași)
Nana é uma comuna romena localizada no distrito de Călăraşi, na região de Muntênia. A comuna possui uma área de 74.50 km² e sua população era de 2479 habitantes segundo o censo de 2007.